# 四季青镇 (林甸县)
四季青镇，是中华人民共和国黑龙江省大庆市林甸县下辖的一个乡镇级行政单位。

## 行政区划
四季青镇下辖以下地区：
兴隆村、隆山村、志合村、新富村、新民村、爱民村、黎明村、宏丰村、大树林村、同乐村、太平村、万发村和东方红村。